# Enriqueta Otero Blanco
Enriqueta Otero Blanco (Castroverde (Lugo), 26 de febrero de 1910 — Lugo, 31 de octubre de 1989), también conocida por su nombre de guerra de María das Dores, fue una maestra, feminista, guerrillera comunista española. Durante la guerra civil española desempeñó el cargo de secretaria de Dolores Ibárruri.

## Biografía

### Primeros años
Nació en la Casa Ribóm, en Miranda, parroquia del municipio de Castroverde. Después de completar sus estudios en el Colegio de la Milagrosa de Lugo, ejerció como profesora en la escuela de San Cosme de Barreiros, impulsó actividades teatrales y creó la compañía O Punteiro do Carrinho, haciendo representaciones en Fonsagrada, Montefurado, Corcoesto, Cabana de Bergantiños, Villagarcía de Arosa, Pontevedra y San Esteban de Gormaz; hasta que tras aprobar unas oposiciones se desplazó a Madrid donde fue destinada como maestra. En la capital de España ingresó en el Partido Comunista de España (PCE).

### Guerra civil española
En los primeros días de la guerra civil española se alistó en la 10.ª Brigada Mixta dirigida por Valentín González, el Campesino, como Miliciana de la Cultura donde consiguió el grado de Comandante. Fue coordinadora en el hospital de Carabanchel, donde ingresaban las milicias heridas en combate.
En la provincia de Alicante, participó en la creación de hospitales-escuela. Se ocupó de una guardería para los hijos de los soldados, montó hospitales y organizó un hotel de descanso para las viudas y acompañantes de los soldados.
Fue secretaria de Pasionaria. Tras el golpe de Estado de Casado, fue detenida y encarcelada en la cárcel de Ventas. Un día antes de la rendición de Madrid, se fugó junto a otras presas.
Como militante comunista participó en la vertebración de la resistencia formando grupo guerrillero con Benigno Andrade «Foucelhas», Marcelino Rodríguez Fernández «Marrofer», José Castro Veiga «El Piloto», Júlio Neto, Ramón Viveiro y José Vicente Rodríguez. El 14 de febrero de 1946, una filtración a la policía causó su detención en una emboscada en Lugo.
Durante el tiempo que estuvo detenida en Lugo fue torturada. Se le aplicaron corrientes eléctricas y otros tormentos que le destrozaron el cuerpo. «Ni su condición de mujer ni asistir a juicio con muletas ni la presión internacional la librarían de recuperarse de aquel terrible suplicio en prisión, de donde no salió hasta después de 19 años por su condición de peligrosa comunista».
En el Tribunal Militar de la VIII Región Militar fue juzgada por atentado contra la fuerza pública, siendo condenada a muerte, pena que le fue conmutada por la de treinta años de reclusión. Así permaneció en prisión desde 1946 a 1965 en que fue puesta en libertad y regresó a su tierra natal.
En octubre de 1946 fue trasladada a la cárcel de mujeres de Amorebieta y a finales de noviembre a la cárcel de Segovia. En octubre de 1951 fue enviada al penal de Guadalajara y meses después a la prisión de Alcalá de Henares.

### En libertad
Fue rehabilitada como maestra tan sólo un año antes de su jubilación. Puso en marcha un proyecto cultural denominado O carriño, a la manera de las universidades populares de la República, que tenía su sede en la reproducción de una palloza ubicada en el parque de Rosalía de Castro de Lugo.
En 1977 fue candidata al Parlamento español en las elecciones generales de 1977, por el PCE. En sus últimos años se distanció de la dirección local del partido por lo que ella llamaba "historias de familia".
Murió a consecuencia de un problema renal, en el hospital provincial de San José, en Lugo, cuando estaba a punto de cumplir 80 años.

## Reconocimientos
Tiene dedicada una calle en Lugo, cuyo ayuntamiento editó el libro As vidas de Enriqueta Otero Blanco, del historiador Ángel Rodríguez Gallardo. Ese mismo 2005 se abrió un centro social en Santiago de Compostela que lleva su nombre.